# Rallye d'Argentine 1981
Le Rallye d'Argentine 1981 (3e Rallye Codasur), disputé du 18 au 23 juillet 1981, est la quatre-vingt-quatorzième manche du championnat du monde des rallyes (WRC) courue depuis 1973, et la septième manche du championnat du monde des rallyes 1981.

## Contexte avant la course

### Le championnat du monde
Ayant succédé en 1973 au championnat international des marques (en vigueur de 1970 à 1972), le championnat du monde des rallyes se dispute sur une douzaine de manches, dont les plus célèbres épreuves routières internationales, telles le Rallye Monte-Carlo, le Safari ou le RAC Rally. Parallèlement au championnat des constructeurs, la Commission Sportive Internationale (CSI) a depuis 1979 créé un véritable championnat des pilotes qui fait suite à la controversée Coupe des conducteurs instaurée en 1977, dont le calendrier incluait des épreuves de second plan. Pour la saison 1981, la CSI a une nouvelle fois exclu la manche suédoise du championnat constructeurs, cette épreuve comptant uniquement pour le classement des pilotes, tout comme le Rallye du Brésil promu cette année au rang mondial. Huit des douze manches du calendrier se disputent en Europe, deux en Afrique et deux en Amérique du Sud. Elles sont réservées aux voitures des catégories suivantes :
- Groupe 1 : voitures de tourisme de série
- Groupe 2 : voitures de tourisme spéciales
- Groupe 3 : voitures de grand tourisme de série
- Groupe 4 : voitures de grand tourisme spéciales

Bien que n'ayant remporté aucune épreuve, Talbot occupe la tête du championnat du monde à la mi-saison, la version groupe 2 de sa Sunbeam Lotus ayant accumulé les places d'honneur et les victoires dans sa catégorie. La marque franco-britannique possède sept points d'avance sur Datsun, vainqueur du dernier Safari avec Shekhar Mehta. La lutte pour le titre des constructeurs reste très ouverte, Ford, bien que non représenté officiellement, pouvant également tirer son épingle du jeu grâce à l'équipe Rothmans qui engage régulièrement Ari Vatanen, qui se montre souvent à la pointe du combat au volant de son Escort RS et qui s'est brillamment imposé au Rallye de l'Acropole. Malgré le niveau de performance très élevé de sa nouvelle Quattro, première voiture de grand tourisme à transmission intégrale, Audi n'est pas parvenu à se montrer menaçant pour sa première saison complète au niveau mondial, la voiture manquant encore de fiabilité ; Hannu Mikkola a néanmoins réussi à remporter le Rallye de Suède à son volant, l'épreuve ne comptant que pour le championnat pilotes. Pour le titre des conducteurs, c'est Guy Fréquelin, le plus régulier de l'équipe Talbot, qui tient la corde, le pilote français ayant pour principaux rivaux Markku Alén (vainqueur au Portugal sur sa Fiat) et Ari Vatanen. Champion du monde en 1980 sur Fiat, Walter Röhrl est privé de volant cette saison, ayant signé un contrat avec Mercedes-Benz quelques semaines avant que le constructeur de Stuttgart n'annonce brutalement son retrait de la compétition !

### L'épreuve

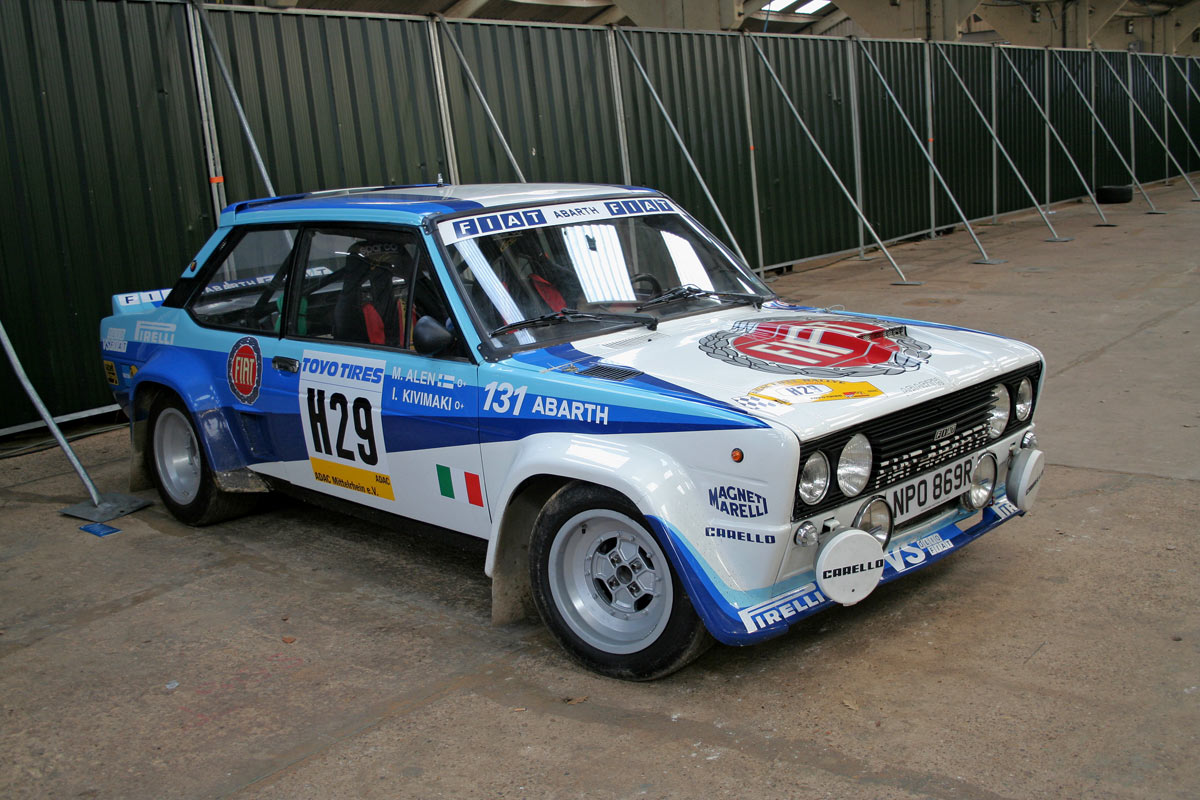
La Fiat 131 Abarth de Walter Röhrl a remporté l'épreuve en 1980.

Le Rallye Codasur (pour Confederación Deportiva Automovilística Sudamericana) fut créé en 1979 dans le cadre du championnat d’Amérique du Sud. L’épreuve inaugurale, disputée presque exclusivement sur terre, fut remportée par Jean Guichet au volant d’une Peugeot 504, à l’issue d’une course  très difficile (seulement sept équipages à l’arrivée, dont deux hors délais, sur soixante-et-onze engagés). Dès 1980, pour sa deuxième édition, le rallye fut intégré au championnat du monde, une promotion justifiée par une organisation exemplaire et un parcours très sélectif. Le rallye perd cette année son parcours de concentration, qui offrait aux équipages le choix entre quatre villes de départ (dont trois dans des pays voisins), l'épreuve se disputant désormais sur le seul territoire argentin. Dernier vainqueur en date, le champion du monde Walter Röhrl ne pourra défendre ses chances cette année, le pilote allemand (sous contrat Mercedes) n'ayant pas eu l'aval de son employeur pour offrir ses services à une marque concurrente.

## Le parcours

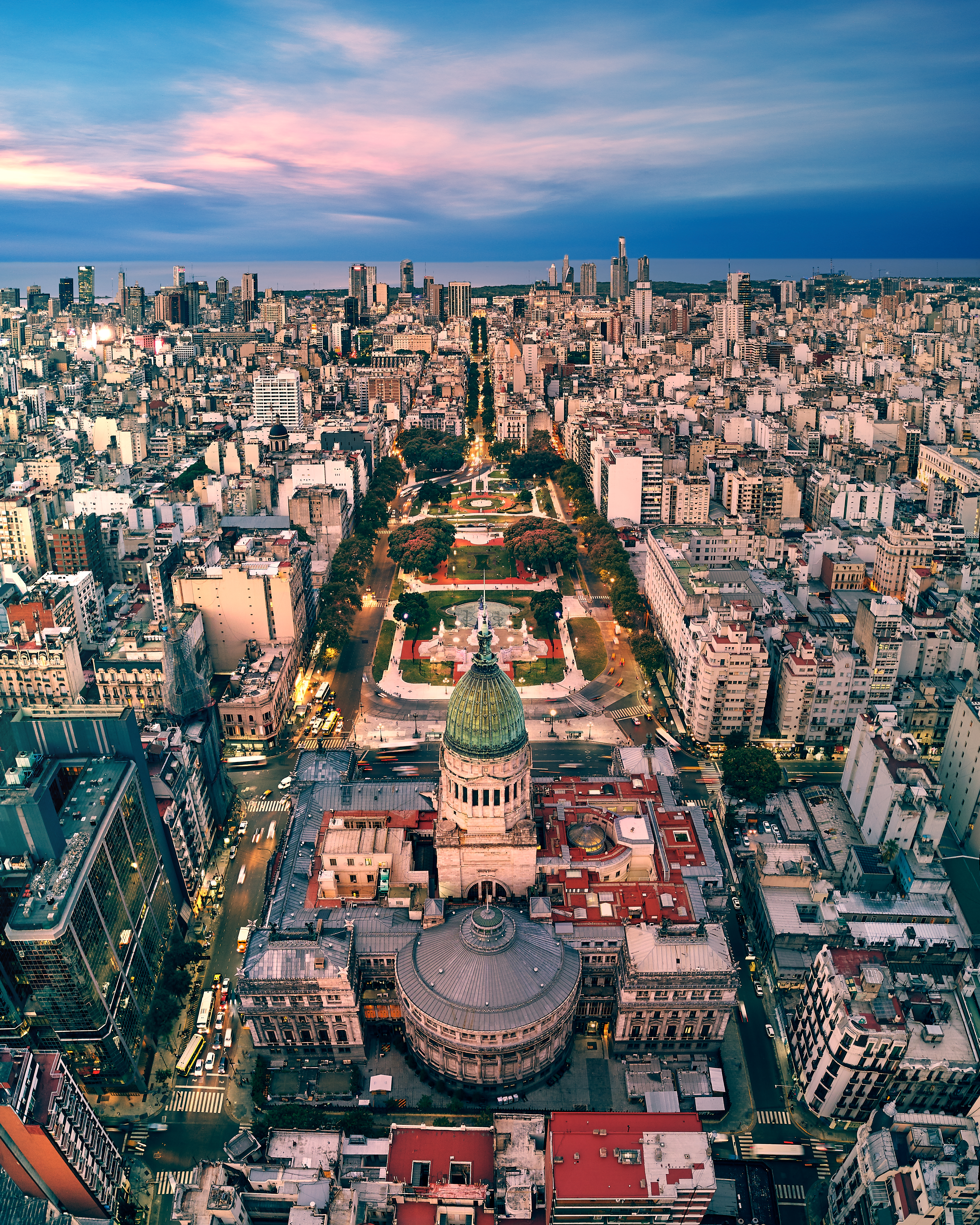
La formule du parcours de concentration ayant été abandonnée, tous les équipages partiront de Buenos Aires.

- vérifications techniques : 18 juillet 1981 à Buenos Aires
- départ : 19 juillet 1981 de Buenos Aires
- arrivée : 23 juillet 1981 à San Miguel de Tucumán
- distance : 3912 km, dont 1346,6 km sur 16 épreuves spéciales (17 épreuves initialement prévues, pour un total de 1360,6 km chronométrés)
- surface : terre et rocaille, asphalte (minoritaire)
- Parcours divisé en quatre étapes[4]

### Première étape
- Buenos Aires - San Miguel de Tucumán, le 19 juillet
- 1503 km dont 95,3 sur 3 épreuves spéciales (4 épreuves initialement prévues, pour un total de 109,3 km chronométrés)

### Deuxième étape
- San Miguel de Tucumán - Salta - San Miguel de Tucumán, le 20 juillet
- 879 km dont 456,3 sur 5 épreuves spéciales

### Troisième étape
- San Miguel de Tucumán - Belén - San Miguel de Tucumán, le 22 juillet
- 633 km dont 396,6 km sur 4 épreuves spéciales

### Quatrième étape
- San Miguel de Tucumán - Frías - San Miguel de Tucumán, le 23 juillet
- 697 km dont 384,4 km sur 4 épreuves spéciales

## Les forces en présence
- Datsun

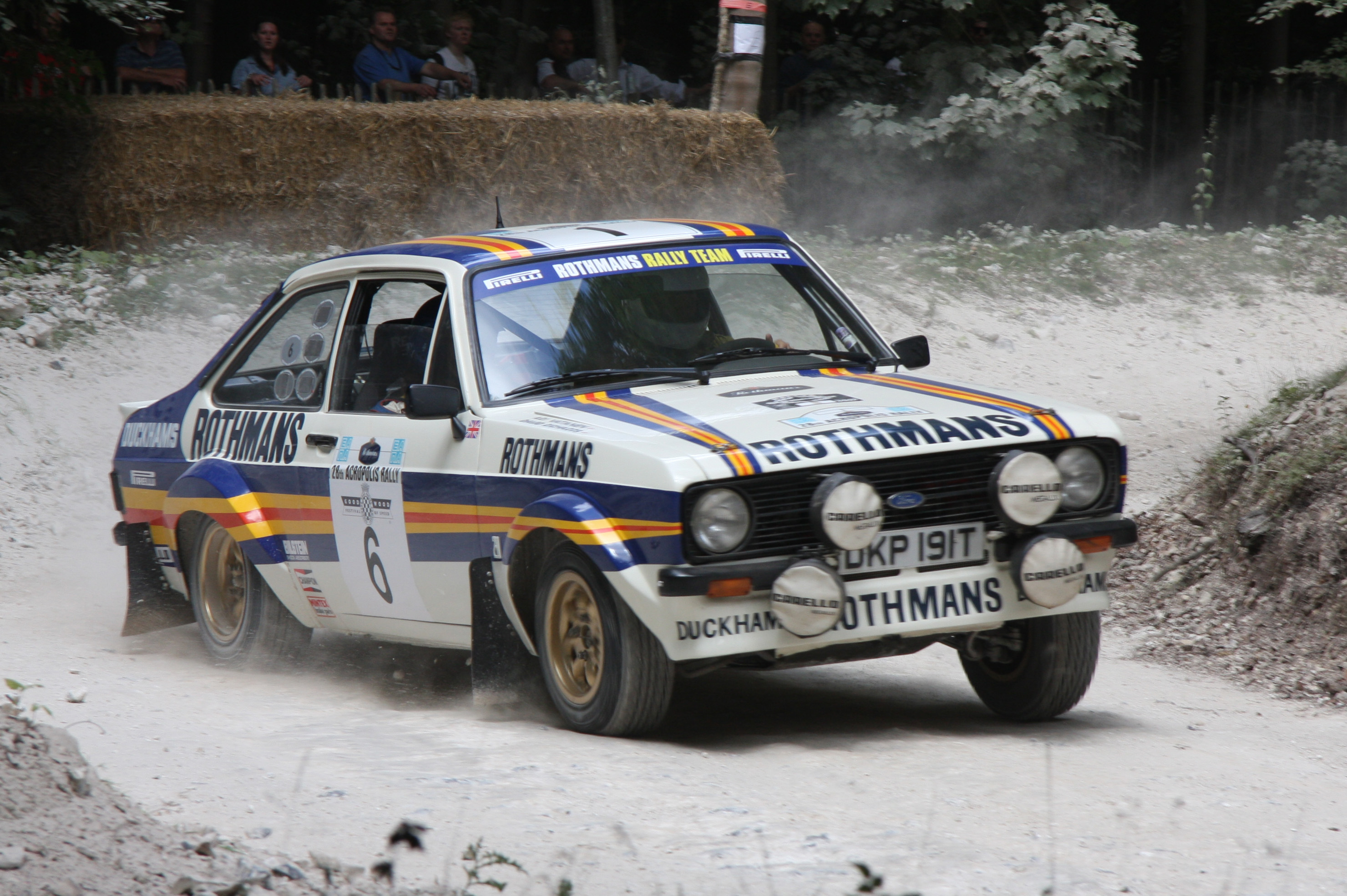
La Ford Escort RS1800 groupe 4 d'Ari Vatanen

Le constructeur japonais a préparé quatre voitures pour cette épreuve : deux Violet GT groupe 4 (1030 kg, moteur deux litres à seize soupapes, 225 chevaux) pour Timo Salonen et Shekhar Mehta, ainsi que deux 160J groupe 2 (1000 kg, moteur deux litres à huit soupapes, 195 chevaux) pour les Argentins Jorge Recalde et Ricardo Zunino, le pilote de Formule 1 effectuant sa première apparition en rallye. Les quatre équipages utilisent des pneus Dunlop.
- Ford

Rothmans n'a engagé qu'une seule voiture, Ari Vatanen disposant de son habituelle Escort RS1800 groupe 4 préparée chez David Sutton. Elle est équipée d'un moteur deux litres seize soupapes alimenté par carburateurs développant 265 chevaux à 8500 tr/min. Elle pèse 1040 kg en configuration terre et utilise des pneus Pirelli. L'équipe a prêté un modèle identique au pilote uruguayen Domingo de Vitta, sous les couleurs de Castrol. La marque est également représentée en groupe 2, avec notamment les Escort RS2000 de Federico West et de Luís Etchegoyen, des modèles de série surclassés en catégorie «tourisme spécial» à cause de l'absence de banquette arrière.
- Talbot

Les épreuves sud-américaines du championnat n'étaient initialement pas inscrites au programme de la marque franco-britannique, mais les chances de décrocher un titre mondial l'ont incitée à engager une voiture pour Guy Fréquelin, alors en tête du classement provisoire. Le pilote français dispose de son habituelle Sunbeam Lotus groupe 2. Grâce à son moteur quatre cylindres seize soupapes de 2200 cm3 alimenté par deux carburateurs double-corps développant environ 250 chevaux, c'est le modèle le plus puissant dans cette catégorie. Pesant environ une tonne, la Sunbeam Lotus est chaussée de pneus Michelin.
- Peugeot

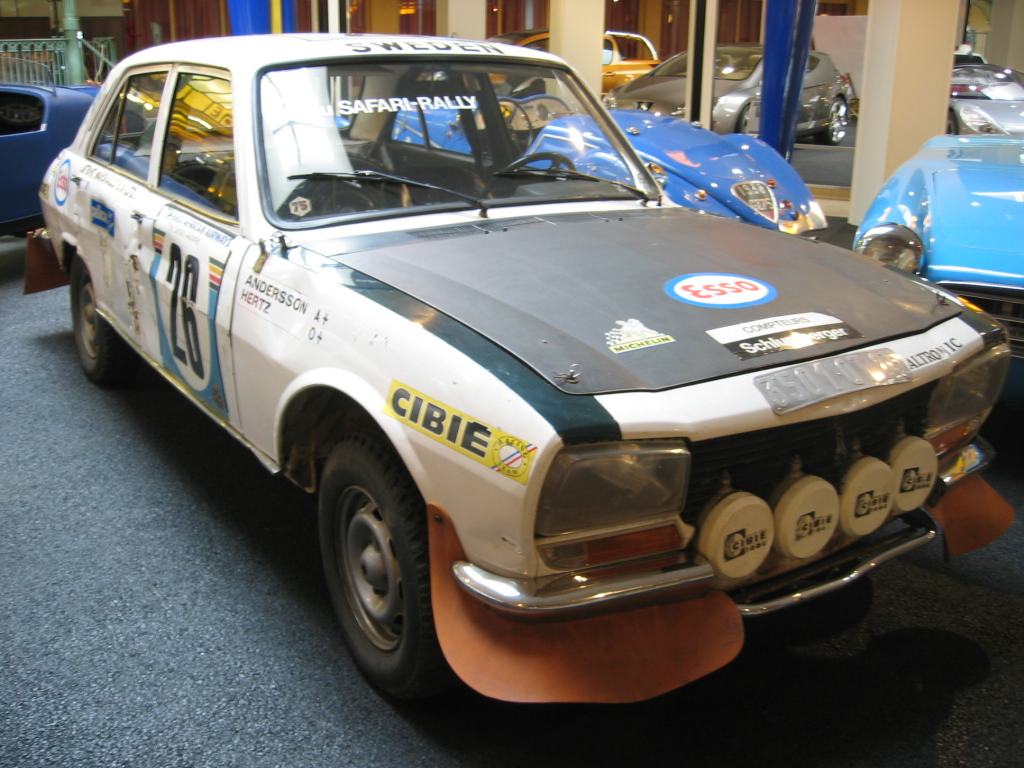
Une Peugeot 504 groupe 2

Les concessionnaires argentins de la marque française ont engagé deux 504 groupe 2 (moteur deux litres à injection, 175 chevaux, 1 400 kg) pour Carlos Garro et Francisco Alcuaz. Plusieurs pilotes privés s'alignent sur des modèles identiques, notamment Ricardo Albertengo et Horacio Maglione.
- Renault

L'importateur local a engagé deux Renault 12 TS groupe 1 pour Ernesto Soto et Luís Romero. Ces voitures sont des tractions. Elles sont équipées d'un moteur quatre cylindres de 1400 cm3, d'une puissance de l'ordre de 80 chevaux.
- Fiat

De nombreuses Fiat 147 ont été engagées par des pilotes indépendants, dans les groupes 1 et 2, la plus en vue étant celle de l'Argentin Gabriel Raies.

## Déroulement de la course

### Première étape
Les quatre-vingts concurrents s'élancent de Buenos Aires le dimanche matin, en direction du nord du pays. Le temps est froid et sec, mais des inondations récentes ont nécessité une modification du parcours, entraînant l'annulation de la première épreuve spéciale. Sur sa Ford Escort, Ari Vatanen se montre le plus rapide entre Tapso et El Alto, prenant la tête du rallye avec trente secondes d'avance sur la Datsun de Timo Salonen, la Talbot de Guy Fréquelin étant une vingtaine de secondes plus loin. Salonen revient à moins de dix secondes de son compatriote dans l'épreuve suivante, avant de prendre le commandement à l'issue de la dernière spéciale de la journée, la seule disputée sur asphalte. Il rallie San Miguel de Tucumán avec une mince avance de six secondes sur Vatanen. Fréquelin, troisième, est une minute derrière, avec une bonne marge sur les Datsun de Shekhar Mehta et de Jorge Recalde. Septième derrière l'Escort de Domingo de Vitta, le pilote F1 Ricardo Zunino ne s'est pas montré très à l'aise sur la terre et accuse déjà plus de sept minutes de retard. En tourisme de série, c'est la Peugeot 504 d'Ibanez, dixième au classement général, qui mène la danse. Soixante-cinq équipages sont encore en course.

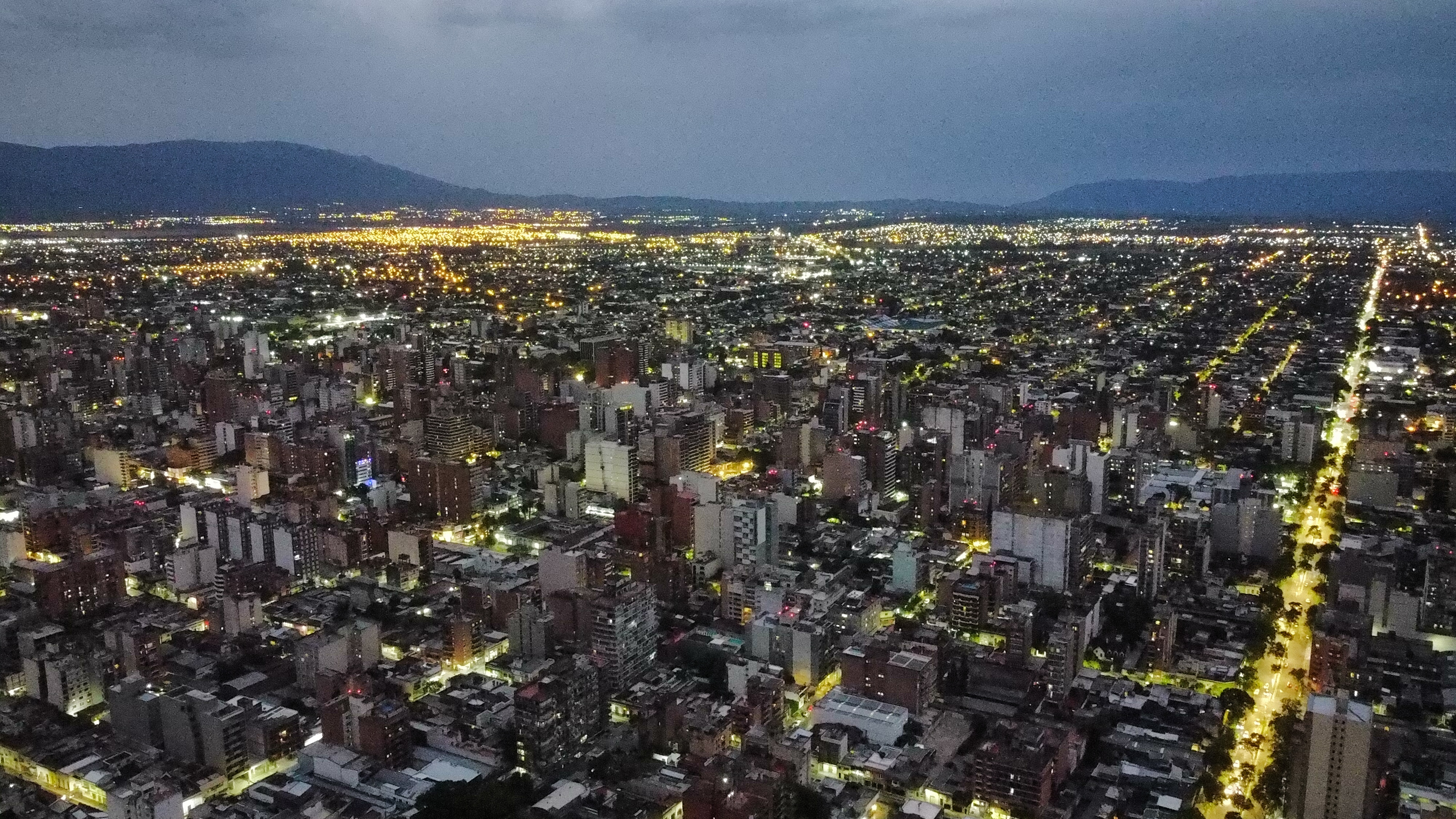
San Miguel de Tucumán, terme de la première étape.

| Pos. | Pilote             | Copilote             | Voiture              | Groupe | Temps           | Écart         |
| ---- | ------------------ | -------------------- | -------------------- | ------ | --------------- | ------------- |
| 1    | Timo Salonen       | Seppo Harjanne       | Datsun Violet GT     | 4      | 1 h 08 min 27 s |               |
| 2    | Ari Vatanen        | David Richards       | Ford Escort RS1800   | 4      | 1 h 08 min 33 s | + 6 s         |
| 3    | Guy Fréquelin      | Jean Todt            | Talbot Sunbeam Lotus | 2      | 1 h 09 min 32 s | + 1 min 05 s  |
| 4    | Shekhar Mehta      | Yvonne Mehta         | Datsun Violet GT     | 4      | 1 h 10 min 51 s | + 2 min 24 s  |
| 5    | Jorge Recalde      | Jorge Del Buono      | Datsun 160J PA10     | 2      | 1 h 12 min 33 s | + 4 min 06 s  |
| 6    | Domingo de Vitta   | Daniel Muzio         | Ford Escort RS1800   | 4      | 1 h 14 min 06 s | + 5 min 39 s  |
| 7    | Ricardo Zunino     | Raúl Campana         | Datsun 160J PA10     | 2      | 1 h 15 min 44 s | + 7 min 17 s  |
| 8    | Francisco Alcuaz   | Daniel Griwieniec    | Peugeot 504          | 2      | 1 h 15 min 49 s | + 7 min 22 s  |
| 9    | Gabriel Raies      | Martin Christie      | Fiat 147             | 2      | 1 h 19 min 14 s | + 10 min 47 s |
| 10   | Ibanez             | Pato                 | Peugeot 504          | 1      | 1 h 20 min 20 s | + 11 min 53 s |
| 11   | Francisco Mayorga  | Hector Prado         | Saab 900 Turbo       | 1      | 1 h 20 min 39 s | + 12 min 12 s |
| 12   | Ricardo Albertengo | Oscar Alberto        | Peugeot 504          | 2      | 1 h 21 min 26 s | + 12 min 59 s |
| 13   | Ernesto Soto       | Carlos Silva         | Renault 12 TS        | 1      | 1 h 21 min 47 s | + 13 min 20 s |
| 14   | Federico West      | Gregorio Assadourian | Ford Escort RS2000   | 2      | 1 h 22 min 08 s | + 13 min 41 s |
| 15   | Alejandro Moroni   | Ernesto Quiróz       | Renault 12 TS        | 1      | 1 h 22 min 17 s | + 13 min 50 s |

### Deuxième étape

#### San Miguel de Tucumán - Salta

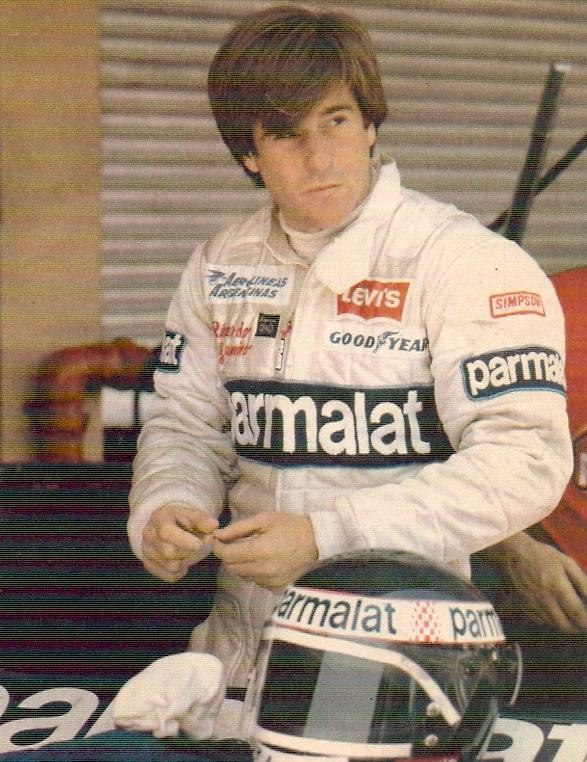
Sorti de la route sur le parcours de liaison, le pilote de F1 Ricardo Zunino ne s'est pas montré très convaincant pour son premier rallye.

Les équipages repartent de San Miguel de Tucumán le lundi matin, en direction de Salta. Vatanen se présente en retard, ayant dû faire réparer ses freins, et écope de dix minutes de pénalisation, plongeant à la huitième place du classement général. Le pilote Ford va dès lors attaquer dans chacun des secteurs chronométrés et, s'imposant à trois reprises consécutives, remonte à la troisième place du classement général, ayant ramené son retard sur Salonen à trois minutes. Fréquelin, toujours second, est revenu à seulement vingt secondes de la Datsun de tête, ralentie par des problèmes de freins. Zunino a abandonné, étant sorti de la route sur le parcours de liaison, peu après Tafí del Valle, tout comme son compatriote Gabriel Raies (Fiat 147). Domingo de Vitta a également abandonné, peu avant San Carlos, sur rupture de pont ; le coéquipier de Vatanen occupait alors la sixième place. En fin de matinée, Recalde se fait surprendre dans une zone de travaux sur le parcours routier, et grimpe sur un tas de sable. L'équipage perd beaucoup de temps à dégager la Datsun et écope de vingt-cinq minutes de pénalisation. Dans la dernière épreuve spéciale avant Salta, une déviation a été mise en place une dizaine de kilomètres après le départ. À l'abord d'une cuvette non empruntée durant les reconnaissances, Fréquelin arrive beaucoup trop vite ; à environ 180 km/h, la Talbot effectue un vol plané de plus de 80 mètres et atterrit brutalement. Dans le choc, un amortisseur se brise et le pilote se démet une vertèbre. Il continue néanmoins et réalise le meilleur temps de ce secteur, prenant le commandement de la course à Salonen, toujours handicapé un freinage défectueux, qui va perdre six minutes à les faire réparer. La remontée de Vatanen a été stoppée par un bris de la poulie supportant la courroie d'alternateur, en début de spéciale. Il perd plus d'une heure et quart à faire effectuer une réparation de fortune dans un garage local et retombe à la huitième place du classement général. Malgré son problème de vertèbre, Fréquelin est en tête au regroupement de Salta, avec plus de six minutes d'avance sur les Datsun de Salonen et Mehta, séparées d'une seconde. Les nombreux incidents de courses ont propulsé le pilote argentin Francisco Alcuaz, sur Peugeot 504, à la quatrième place, loin devant Recalde. C'est désormais Ernesto Soto, septième au classement général, qui domine le groupe 1 au volant de sa Renault 12.
| 1  | Guy Fréquelin      | Jean Todt            | Talbot Sunbeam Lotus | 2 | 4 h 31 min 59 s |                   |
| 2  | Timo Salonen       | Seppo Harjanne       | Datsun Violet GT     | 4 | 4 h 38 min 19 s | + 6 min 20 s      |
| 3  | Shekhar Mehta      | Yvonne Mehta         | Datsun Violet GT     | 4 | 4 h 38 min 20 s | + 6 min 21 s      |
| 4  | Francisco Alcuaz   | Daniel Griwieniec    | Peugeot 504          | 2 | 5 h 03 min 02 s | + 31 min 03 s     |
| 5  | Jorge Recalde      | Jorge Del Buono      | Datsun 160J PA10     | 2 | 5 h 31 min 40 s | + 59 min 41 s     |
| 6  | Ricardo Albertengo | Oscar Alberto        | Peugeot 504          | 2 | 5 h 35 min 16 s | + 1 h 03 min 17 s |
| 7  | Ernesto Soto       | Carlos Silva         | Renault 12 TS        | 1 | 5 h 49 min 27 s | + 1 h 17 min 28 s |
| 8  | Ari Vatanen        | David Richards       | Ford Escort RS1800   | 4 | 5 h 55 min 30 s | + 1 h 23 min 31 s |
| 9  | Federico West      | Gregorio Assadourian | Ford Escort RS2000   | 2 | 6 h 05 min 43 s | + 1 h 33 min 44 s |
| 10 | Luís Etchegoyen    | Natalio Horovitz     | Ford Escort RS2000   | 2 | 6 h 14 min 44 s | + 1 h 42 min 45 s |

#### Salta - San Miguel de Tucumán
Le retour vers San Miguel de Tucumán ne comporte qu’une seule épreuve spéciale. Mehta y tombe en panne d'alternateur. Heureusement pour lui, son coéquipier Recalde, le rejoignant peu après, lui porte assistance, lui donnant sa batterie pleine ; Mehta redémarre et remorque Recalde pour qu’il puisse repartir avec sa batterie à plat, les deux équipages perdant chacun un quart d'heure dans l'opération. Pénalisé de cinq-sept minutes supplémentaires pour la remise en état de l'entraînement des accessoires (avec une nouvelle poulie forgée sur place !), Vatanen est reparti derrière des équipages beaucoup plus lents. Au moment de doubler l'un d'entre eux, il est aveuglé par la poussière et sort de la route, détruisant le train avant de son Escort. Ayant dû prendre des médicaments anti-douleur pour reprendre le volant, Fréquelin a perdu un peu de temps sur Salonen ; il termine néanmoins l'étape en conservant près de cinq minutes sur le Finlandais.Malgré son problème d'alternateur, Mehta a conservé la troisième place, amis accuse désormais plus de vingt minutes de retard sur la Talbot de tête. Les autres, emmenés par Alcuaz et Recalde, sont très loin derrière. Il ne reste plus que trente-cinq voitures en course.
| Pos. | Pilote             | Copilote             | Voiture                | Groupe | Temps           | Écart             |
| ---- | ------------------ | -------------------- | ---------------------- | ------ | --------------- | ----------------- |
| 1    | Guy Fréquelin      | Jean Todt            | Talbot Sunbeam Lotus   | 2      | 6 h 07 min 44 s |                   |
| 2    | Timo Salonen       | Seppo Harjanne       | Datsun Violet GT       | 4      | 6 h 13 min 34 s | + 4 min 50 s      |
| 3    | Shekhar Mehta      | Yvonne Mehta         | Datsun Violet GT       | 4      | 6 h 28 min 17 s | + 20 min 33 s     |
| 4    | Francisco Alcuaz   | Daniel Griwieniec    | Peugeot 504            | 2      | 6 h 50 min 34 s | + 42 min 50 s     |
| 5    | Jorge Recalde      | Jorge Del Buono      | Datsun 160J PA10       | 2      | 7 h 22 min 00 s | + 1 h 14 min 16 s |
| 6    | Ernesto Soto       | Carlos Silva         | Renault 12 TS          | 1      | 7 h 40 min 10 s | + 1 h 32 min 26 s |
| 7    | Ricardo Albertengo | Oscar Alberto        | Peugeot 504            | 2      | 7 h 54 min 21 s | + 1 h 46 min 37 s |
| 8    | Federico West      | Gregorio Assadourian | Ford Escort RS2000     | 2      | 8 h 02 min 51 s | + 1 h 55 min 07 s |
| 9    | Luís Etchegoyen    | Natalio Horovitz     | Ford Escort RS2000     | 2      | 8 h 11 min 36 s | + 2 h 03 min 52 s |
| 10   | Jorge Maggi        | Hector Valles        | Peugeot 504 TN         | 2      |                 |                   |
| 11   | Luís Romero        | Alberto Sora         | Renault 12 TS          | 1      |                 |                   |
| 12   | Carlos Celis       | Bizzocchi            | Renault 12 TS          | 1      |                 |                   |
| 13   | Miguel Tubal       | Jorge Guiral         | Datsun 160J PA10       | 2      |                 |                   |
| 14   | Horacio Maglione   | Javier Concepción    | Peugeot 504            | 2      |                 |                   |
| 15   | Julio Pardo        | Raccio               | Mitsubishi Colt Lancer | 2      |                 |                   |

### Troisième étape
Les équipages repartent le mercredi matin pour effectuer une boucle passant par Belén. Au départ, Salonen perd huit minutes supplémentaires pour le remplacement de l'échappement. Il en reprend près de quatre à Fréquelin dans la première épreuve spéciale, le pilote français, qui pilote désormais avec une minerve autour du cou, ayant crevé à deux reprises. Dans le secteur suivant, Salonen attaque très fort, parcourant les soixante-quinze kilomètres à plus de 143 km/h de moyenne, et reprend le commandement du rallye. Le Finlandais réalise à nouveau le meilleur temps dans les deux épreuves suivantes et termine l'étape avec près de trois minutes d'avance sur Fréquelin. Toujours troisième, Mehta est maintenant à plus d'une demi-heure. Alcuaz ayant abandonné en début de journée (moteur cassé), Recalde a pris la quatrième place devant Soto, toujours nettement en tête du groupe 1. Trente-et-un équipages restent encore en course.

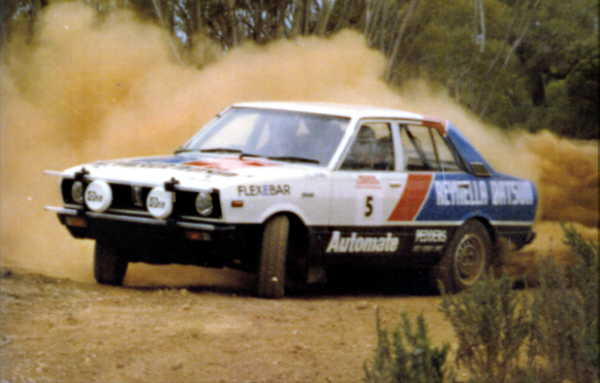
Une Datsun Violet GT semblable à celle de Salonen, en tête à l'issue de la troisième étape.

| Pos. | Pilote             | Copilote             | Voiture                | Groupe | Temps            | Écart             |
| ---- | ------------------ | -------------------- | ---------------------- | ------ | ---------------- | ----------------- |
| 1    | Timo Salonen       | Seppo Harjanne       | Datsun Violet GT       | 4      | 9 h 56 min 16 s  |                   |
| 2    | Guy Fréquelin      | Jean Todt            | Talbot Sunbeam Lotus   | 2      | 9 h 59 min 11 s  | + 2 min 55 s      |
| 3    | Shekhar Mehta      | Yvonne Mehta         | Datsun Violet GT       | 4      | 10 h 27 min 17 s | + 31 min 01 s     |
| 4    | Jorge Recalde      | Jorge Del Buono      | Datsun 160J PA10       | 2      | 11 h 27 min 00 s | + 1 h 30 min 44 s |
| 5    | Ernesto Soto       | Carlos Silva         | Renault 12 TS          | 1      | 12 h 34 min 01 s | + 2 h 37 min 45 s |
| 6    | Ricardo Albertengo | Oscar Alberto        | Peugeot 504            | 2      | 12 h 41 min 05 s | + 2 h 44 min 49 s |
| 7    | Luís Etchegoyen    | Natalio Horovitz     | Ford Escort RS2000     | 2      | 12 h 47 min 22 s | + 2 h 51 min 06 s |
| 8    | Federico West      | Gregorio Assadourian | Ford Escort RS2000     | 2      | 13 h 14 min 39 s | + 3 h 18 min 23 s |
| 9    | Luís Romero        | Alberto Sora         | Renault 12 TS          | 1      | 13 h 32 min 21 s | + 3 h 36 min 05 s |
| 10   | Miguel Tubal       | Jorge Guiral         | Datsun 160J PA10       | 2      | 13 h 48 min 57 s | + 3 h 52 min 41 s |
| 11   | Carlos Celis       | Bizzocchi            | Renault 12 TS          | 1      | 13 h 56 min 21 s | + 4 h 00 min 05 s |
| 12   | Horacio Maglione   | Javier Concepción    | Peugeot 504            | 2      | 14 h 04 min 54 s | + 4 h 08 min 38 s |
| 13   | Demelchiori        | Varela               | Peugeot 504            | 1      | 14 h 08 min 53 s | + 4 h 12 min 37 s |
| 14   | Julio Pardo        | Raccio               | Mitsubishi Colt Lancer | 2      | 14 h 09 min 13 s | + 4 h 12 min 57 s |
| 15   | Jorge Maggi        | Hector Valles        | Peugeot 504 TN         | 2      | 14 h 13 min 51 s | + 4 h 17 min 35 s |

### Quatrième étape

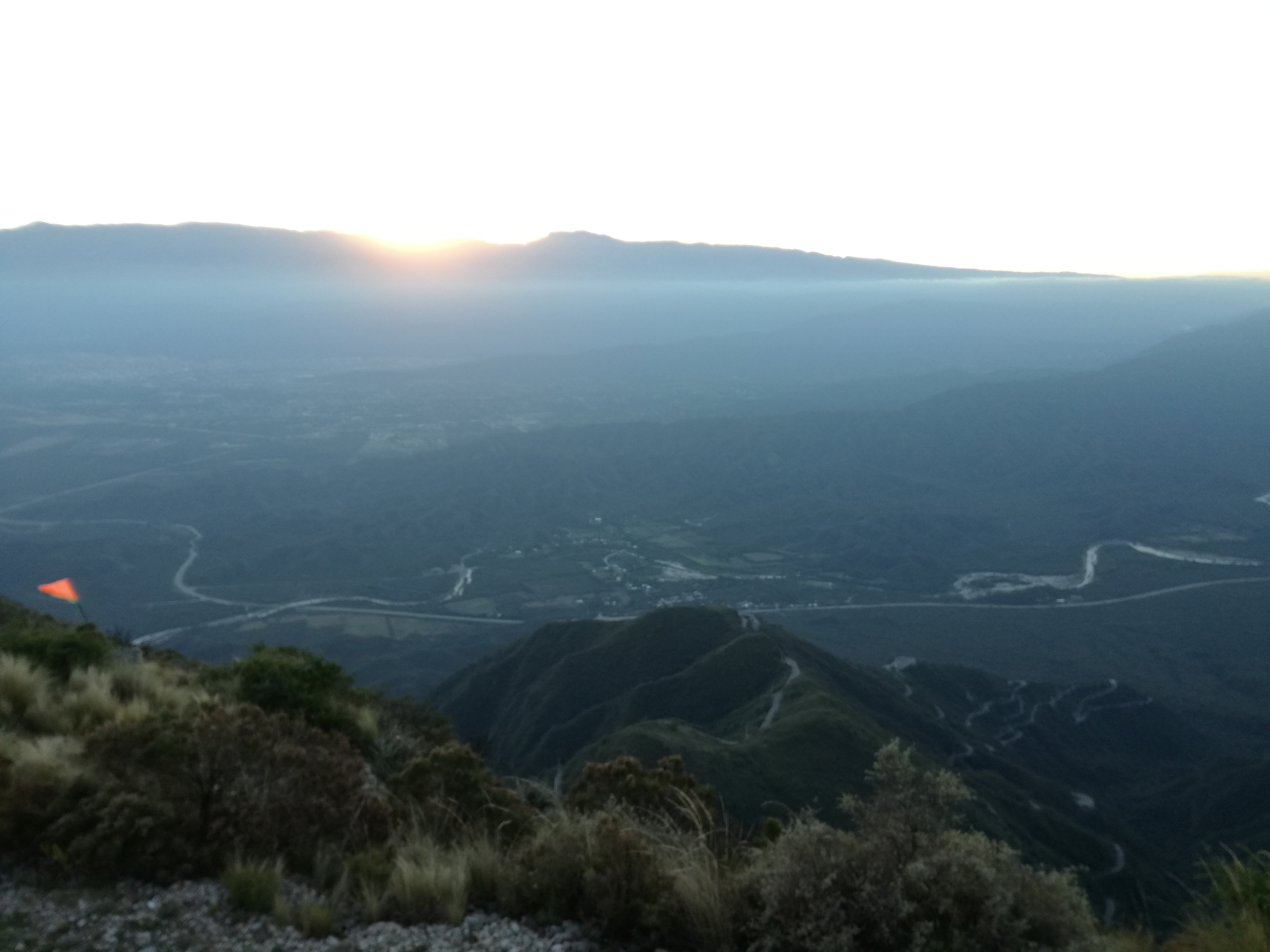
Portezuelo, sur le parcours de la quatrième étape. C'est dans ce secteur que Salonen a perdu la victoire, à cause d'une erreur de son assistance.

La dernière étape, passant par Frías, se déroule le jeudi. Les deux premiers du classement ont quelques ennuis au départ, Salonen faisant remplacer la boîte de vitesses et l'embrayage, tandis que Fréquelin ne parvient pas à démarrer et doit faire remplacer batterie, démarreur et distributeur. Tous deux parviennent toutefois à pointer dans les délais au premier point de contrôle. Dans le premier secteur chronométré, Salonen est de loin le plus rapide et porte son avance à plus de six minutes. Mais dans la longue spéciale de Portuezuelo, il casse son moteur au tiers de la distance, ses mécaniciens ayant omis de remettre de l'huile au dernier point d'assistance ! Fréquelin a désormais course gagnée et, malgré ses douleurs, conduisant à une main, il remporte sa première épreuve de championnat du monde avec près de quarante minutes d'avance sur Mehta, qui termine loin devant son coéquipier Recalde. Soto obtient une belle quatrième place au volant de sa Renault 12 de série, ayant dominé sa catégorie dès le début de la deuxième étape. Sur quatre-vingts équipages au départ, seuls vingt-six ont terminé.

### Classements intermédiaires
Classements intermédiaires des pilotes après chaque épreuve spéciale

### Classement général

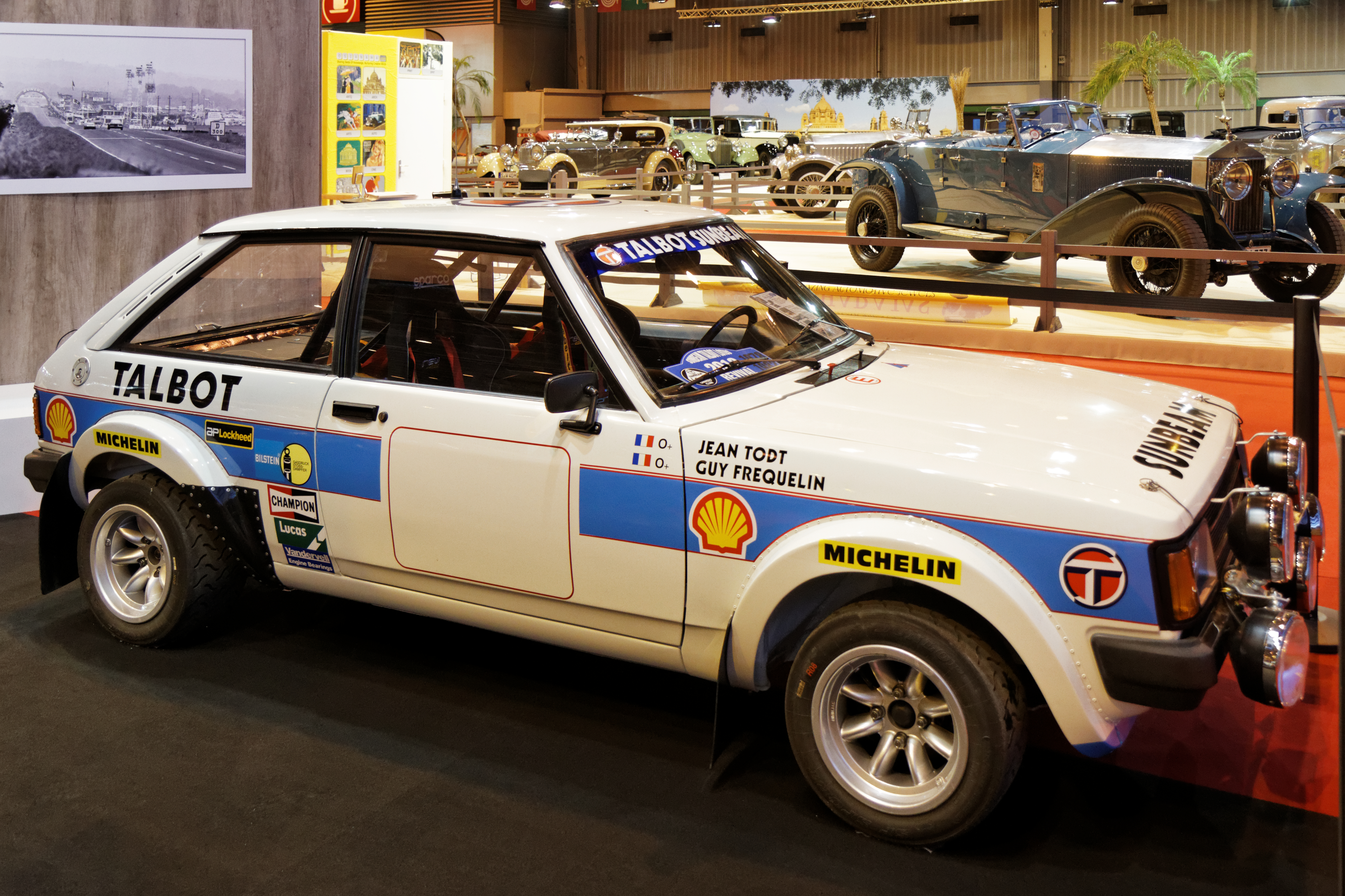
Première victoire en championnat du monde pour Guy Fréquelin avec la Talbot Lotus groupe 2.

| Pos | No | Pilote             | Copilote             | Voiture              | Temps            | Écart             | Groupe |
| --- | -- | ------------------ | -------------------- | -------------------- | ---------------- | ----------------- | ------ |
| 1   | 2  | Guy Fréquelin      | Jean Todt            | Talbot Sunbeam Lotus | 14 h 22 min 52 s |                   | 2      |
| 2   | 1  | Shekhar Mehta      | Yvonne Mehta         | Datsun Violet GT     | 15 h 01 min 44 s | + 38 min 52 s     | 4      |
| 3   | 5  | Jorge Recalde      | Jorge Del Buono      | Datsun 160J PA10     | 16 h 00 min 19 s | + 1 h 37 min 27 s | 2      |
| 4   | 9  | Ernesto Soto       | Carlos Silva         | Renault 12 TS        | 17 h 12 min 50 s | + 2 h 49 min 58 s | 1      |
| 5   | 19 | Ricardo Albertengo | Oscar Alberto        | Peugeot 504          | 17 h 38 min 35 s | + 3 h 15 min 43 s | 2      |
| 6   | 26 | Luís Etchegoyen    | Natalio Horovitz     | Ford Escort RS2000   | 17 h 48 min 30 s | + 3 h 25 min 38 s | 2      |
| 7   | 8  | Federico West      | Gregorio Assadourian | Ford Escort RS2000   | 18 h 06 min 32 s | + 3 h 43 min 40 s | 2      |
| 8   | 50 | Luís Romero        | Alberto Sora         | Renault 12 TS        | 18 h 37 min 21 s | + 4 h 14 min 29 s | 1      |
| 9   | 49 | Miguel Tubal       | Jorge Guiral         | Datsun 160J PA10     | 18 h 57 min 21 s | + 4 h 34 min 29 s | 2      |
| 10  | 31 | Horacio Maglione   | Javier Concepción    | Peugeot 504          | 19 h 11 min 59 s | + 4 h 49 min 07 s | 2      |

### Équipages de tête
- ES2 à ES3 :  Ari Vatanen -  David Richards (Ford Escort RS1800)
- ES4 à ES7 :  Timo Salonen -  Seppo Harjanne (Datsun Violet GT)
- ES8 à ES10 :  Guy Fréquelin -  Jean Todt (Talbot Sunbeam Lotus)
- ES11 à ES14 :  Timo Salonen -  Seppo Harjanne (Datsun Violet GT)
- ES15 à ES17 :  Guy Fréquelin -  Jean Todt (Talbot Sunbeam Lotus)

### Vainqueurs d'épreuves spéciales
- Timo Salonen -  Seppo Harjanne (Datsun Violet GT) : 7 spéciales (ES 3, 4, 9, 10, 12 à 14)
- Ari Vatanen -  David Richards (Ford Escort RS1800) : 4 spéciales (ES 2, 5 à 7)
- Jorge Recalde -  Jorge Del Buono (Datsun 160J PA10) : 3 spéciales (ES 11, 16, 17)
- Guy Fréquelin -  Jean Todt (Talbot Sunbeam Lotus) : 2 spéciales (ES 8, 15)

## Résultats des principaux engagés
| No | Pilote             | Copilote             | Voiture                | Groupe | Classement général                          | Class. groupe |
| -- | ------------------ | -------------------- | ---------------------- | ------ | ------------------------------------------- | ------------- |
| 1  | Shekhar Mehta      | Yvonne Mehta         | Datsun Violet GT       | 4      | 2e à 38 min 52 s                            | 1er           |
| 2  | Guy Fréquelin      | Jean Todt            | Talbot Sunbeam Lotus   | 2      | 1er                                         | 1er           |
| 3  | Ari Vatanen        | David Richards       | Ford Escort RS1800     | 4      | ab. dans la 10e spéciale (sortie de route)  | -             |
| 4  | Ricardo Zunino     | Raúl Campana         | Datsun 160J PA10       | 2      | ab. après la 5e spéciale (sortie de route)  | -             |
| 5  | Jorge Recalde      | Jorge Del Buono      | Datsun 160J PA10       | 2      | 3e à 1 h 37 min 27 s                        | 2e            |
| 6  | Timo Salonen       | Seppo Harjanne       | Datsun Violet GT       | 4      | ab. dans la 15e spéciale (serrage moteur)   | -             |
| 7  | Carlos Garro       | Marcelo Tornqvist    | Peugeot 504            | 2      | ab. avant la 5e spéciale (panne sèche)      | -             |
| 8  | Federico West      | Gregorio Assadourian | Ford Escort RS2000     | 2      | 7e à 3 h 43 min 40 s                        | 5e            |
| 9  | Ernesto Soto       | Carlos Silva         | Renault 12 TS          | 1      | 4e à 2 h 49 min 58 s                        | 1er           |
| 10 | Domingo de Vitta   | Daniel Muzio         | Ford Escort RS1800     | 4      | ab. après la 6e spéciale (transmission)     | -             |
| 11 | Francisco Alcuaz   | Daniel Griwieniec    | Peugeot 504            | 2      | ab. dans la 10e spéciale (moteur)           | -             |
| 14 | Julio Pardo        | Raccio               | Mitsubishi Colt Lancer | 2      | 11e à 4 h 53 min 06 s                       | 7e            |
| 15 | Francisco Mayorga  | Hector Prado         | Saab 900 Turbo         | 1      | ab. dans la 7e spéciale (boîte de vitesses) | -             |
| 16 | Gabriel Raies      | Martin Christie      | Fiat 147               | 2      | ab. après la 5e spéciale (sortie de route)  | -             |
| 19 | Ricardo Albertengo | Oscar Alberto        | Peugeot 504            | 2      | 5e à 3 h 15 min 43 s                        | 3e            |
| 26 | Luís Etchegoyen    | Natalio Horovitz     | Ford Escort RS2000     | 2      | 6e à 3 h 25 min 38 s                        | 4e            |
| 28 | Jorge Maggi        | Hector Valles        | Peugeot 504 TN         | 2      | 12e à 4 h 55 min 27 s                       | 8e            |
| 31 | Horacio Maglione   | Javier Concepción    | Peugeot 504            | 2      | 10e à 4 h 49 min 07 s                       | 6e            |
| 39 | Ibanez             | Pato                 | Peugeot 504            | 1      | ab. dans la 9e spéciale                     | -             |
| 49 | Miguel Tubal       | Jorge Guiral         | Datsun 160J PA10       | 2      | 9e à 4 h 34 min 29 s                        | 6e            |
| 50 | Luís Romero        | Alberto Sora         | Renault 12 TS          | 1      | 8e à 4 h 14 min 29 s                        | 2e            |
| 52 | Alejandro Moroni   | Ernesto Quiróz       | Renault 12 TS          | 1      | ab. dans la 9e spéciale                     | -             |
| 55 | Demelchiori        | Varela               | Peugeot 504            | 1      | 13e à 5 h 15 min 08 s                       | 3e            |
| 56 | Carlos Celis       | Bizzocchi            | Renault 12 TS          | 1      | 14e à 6 h 12 min 22 s                       | 4e            |

## Classements des championnats à l'issue de la course

### Constructeurs
- attribution des points : 10, 9, 8, 7, 6, 5, 4, 3, 2, 1 respectivement aux dix premières marques de chaque épreuve, additionnés de 8, 7, 6, 5, 4, 3, 2, 1 respectivement aux huit premières de chaque groupe (seule la voiture la mieux classée de chaque constructeur marque des points). Les points de groupe ne sont attribués qu'aux concurrents ayant terminé dans les dix premiers au classement général.
- seuls les sept meilleurs résultats (sur dix épreuves) sont retenus pour le décompte final des points.

| Pos. | Marque  | Points | M-C  | POR  | SAF  | COR  | ACR  | ARG  | FIN | SAN | CIV | RAC |
| ---- | ------- | ------ | ---- | ---- | ---- | ---- | ---- | ---- | --- | --- | --- | --- |
| 1    | Talbot  | 84     | 9+8  | 9+8  | -    | 9+8  | 7+8  | 10+8 |     |     |     |     |
| 2    | Datsun  | 76     | -    | 6+7  | 10+8 | 8+7  | 6+7  | 9+8  |     |     |     |     |
| 3    | Ford    | 55     | 3+3  | 4+5  | -    | 4+8  | 10+8 | 5+5  |     |     |     |     |
| 4    | Renault | 50     | 10+8 | -    | -    | 2+5  | 4+6  | 7+8  |     |     |     |     |
| 5    | Opel    | 46     | 8+7  | 3+8  | 6+6  | 1+7  | -    | -    |     |     |     |     |
| 6    | Fiat    | 42     | 4+4  | 10+8 | -    | -    | 9+7  | -    |     |     |     |     |
| 7    | Lancia  | 28     | 5+5  | -    | -    | 10+8 | -    | -    |     |     |     |     |
| 8    | Toyota  | 26     | -    | 8+7  | -    | 5+6  | -    | -    |     |     |     |     |
| 8=   | Peugeot | 26     | -    | -    | 5+5  | -    | 1+3  | 6+6  |     |     |     |     |
| 10   | Porsche | 19     | 2+2  | -    | -    | 7+8  | -    | -    |     |     |     |     |
| 11   | Audi    | 13     | -    | 7+6  | -    | -    | -    | -    |     |     |     |     |
| 12   | Škoda   | 8      | -    | -    | -    | -    | 3+5  | -    |     |     |     |     |
| 13   | Dodge   | 7      | -    | -    | 2+5  | -    | -    | -    |     |     |     |     |

### Pilotes
- attribution des points : 20, 15, 12, 10, 8, 6, 4, 3, 2, 1 respectivement aux dix premiers de chaque épreuve.
- seuls les sept meilleurs résultats (sur douze épreuves) sont retenus pour le décompte final des points.

| Pos. | Pilote             | Marque        | Points | M-C | SUE | POR | SAF | COR | ACR | ARG | BRE | FIN | SAN | CIV | RAC |
| ---- | ------------------ | ------------- | ------ | --- | --- | --- | --- | --- | --- | --- | --- | --- | --- | --- | --- |
| 1    | Guy Fréquelin      | Talbot        | 66     | 15  | -   | 6   | -   | 15  | 10  | 20  |     |     |     |     |     |
| 2    | Shekhar Mehta      | Datsun        | 43     | -   | -   | -   | 20  | -   | 8   | 15  |     |     |     |     |     |
| 3    | Markku Alén        | Fiat          | 39     | 4   | -   | 20  | -   | -   | 15  | -   |     |     |     |     |     |
| 4    | Ari Vatanen        | Ford          | 35     | -   | 15  | -   | -   | -   | 20  | -   |     |     |     |     |     |
| 5    | Bernard Darniche   | Lancia        | 26     | 6   | -   | -   | -   | 20  | -   | -   |     |     |     |     |     |
| 6    | Henri Toivonen     | Talbot        | 23     | 8   | -   | 15  | -   | -   | -   | -   |     |     |     |     |     |
| 7    | Jean Ragnotti      | Renault       | 20     | 20  | -   | -   | -   | -   | -   | -   |     |     |     |     |     |
| 7=   | Hannu Mikkola      | Audi          | 20     | -   | 20  | -   | -   | -   | -   | -   |     |     |     |     |     |
| 7=   | Jochi Kleint       | Opel          | 20     | 12  | -   | -   | 8   | -   | -   | -   |     |     |     |     |     |
| 7=   | Tony Pond          | Datsun        | 20     | -   | -   | 8   | -   | 12  | -   | -   |     |     |     |     |     |
| 7=   | Anders Kulläng     | Opel          | 20     | 10  | 10  | -   | -   | -   | -   | -   |     |     |     |     |     |
| 12   | Rauno Aaltonen     | Datsun        | 15     | -   | -   | -   | 15  | -   | -   | -   |     |     |     |     |     |
| 12=  | Björn Waldegård    | Ford, Toyota¹ | 15     | 3   | -   | 12¹ | -   | -   | -   | -   |     |     |     |     |     |
| 14   | Pentti Airikkala   | Ford          | 12     | -   | 12  | -   | -   | -   | -   | -   |     |     |     |     |     |
| 14=  | Mike Kirkland      | Datsun        | 12     | -   | -   | -   | 12  | -   | -   | -   |     |     |     |     |     |
| 14=  | Attilio Bettega    | Fiat          | 12     | -   | -   | -   | -   | -   | 12  | -   |     |     |     |     |     |
| 14=  | Jorge Recalde      | Datsun        | 12     | -   | -   | -   | -   | -   | -   | 12  |     |     |     |     |     |
| 18   | Michèle Mouton     | Audi          | 10     | -   | -   | 10  | -   | -   | -   | -   |     |     |     |     |     |
| 18=  | Timo Salonen       | Datsun        | 10     | -   | -   | -   | 10  | -   | -   | -   |     |     |     |     |     |
| 18=  | Jean-Pierre Ballet | Porsche       | 10     | -   | -   | -   | -   | 10  | -   | -   |     |     |     |     |     |
| 18=  | Ernesto Soto       | Renault       | 10     | -   | -   | -   | -   | -   | -   | 10  |     |     |     |     |     |